# إريك أشتون
اريك أشتون (بالإنجليزية: Eric Ashton)‏ هو لاعب دوري الرغبي بريطاني، ولد في 24 يناير 1935 في سانت هلنز في المملكة المتحدة، وتوفي بنفس المكان في 20 مارس 2008 بسبب سرطان.